# 三岔河镇 (习水县)
三岔河镇，是中华人民共和国贵州省遵义市习水县下辖的一个乡镇级行政单位。
2015年12月28日，贵州省人民政府批复同意习水县部分乡镇行政区划调整，撤销三岔河乡，设置三岔河镇，撤乡设镇后行政区域和政府驻地不变。

## 行政区划
三岔河镇下辖以下地区：
天水池村、狮子村、大坝河村、柿角元村、杉林村、顺江村和三岔村。